# Bernt Bylund
Bernt Bylund, född 19 oktober 1937, död 4 juni 2020, var en svensk professionell ishockeyspelare (forward).
Han var med och tog upp IFK Umeå till Division 1 1964.
Bernt Bylund var far till komikern och programledaren Jan Bylund.